# Републикански път III-1001
Републикански път IIІ-1001 е третокласен път, част от Републиканската пътна мрежа на България, на територията на Софийска област, Община Горна Малина. Дължината му е 9,3 km.
Пътят се отклонява наляво при 213,4 km на Републикански път I-1 в най-високата точка на седловината Витиня, пресича западната част на Етрополска планина (част от Западна Стара планина) и при село Горно Камарци слиза в северозападната част на Камарската котловина. От там продължава на юг по западната периферия на котловината и в нейната най-западна част се свързва с Републикански път I-6 при неговия 165,5 km.
| Пътища, отклоняващи се надясно (населено място, № на пътя, посока на пътя) | km  | Пътища, отклоняващи се наляво (посока на пътя, № на пътя, населено място) |
| -------------------------------------------------------------------------- | --- | ------------------------------------------------------------------------- |
| Община Горна Малина, I-1, 213,4 km, пр. Витиня ←                           | 0,0 | ← пр. Витиня, 213,4 km, I-1, Община Горна Малина                          |
| с. Горно Камарци                                                           | 6,7 | → с. Горно Камарци, общински път (за с. Стъргел)                          |
| (от ГКПП Гюешево) I-6, 165,5 km →                                          | 9,3 | → 165,5 km, I-6 (до гр. Бургас)                                           |